# Prémix
Pour l’article homonyme, voir Prémix (biologie moléculaire).
Ne doit pas être confondu avec Prémix en Alimentation animale

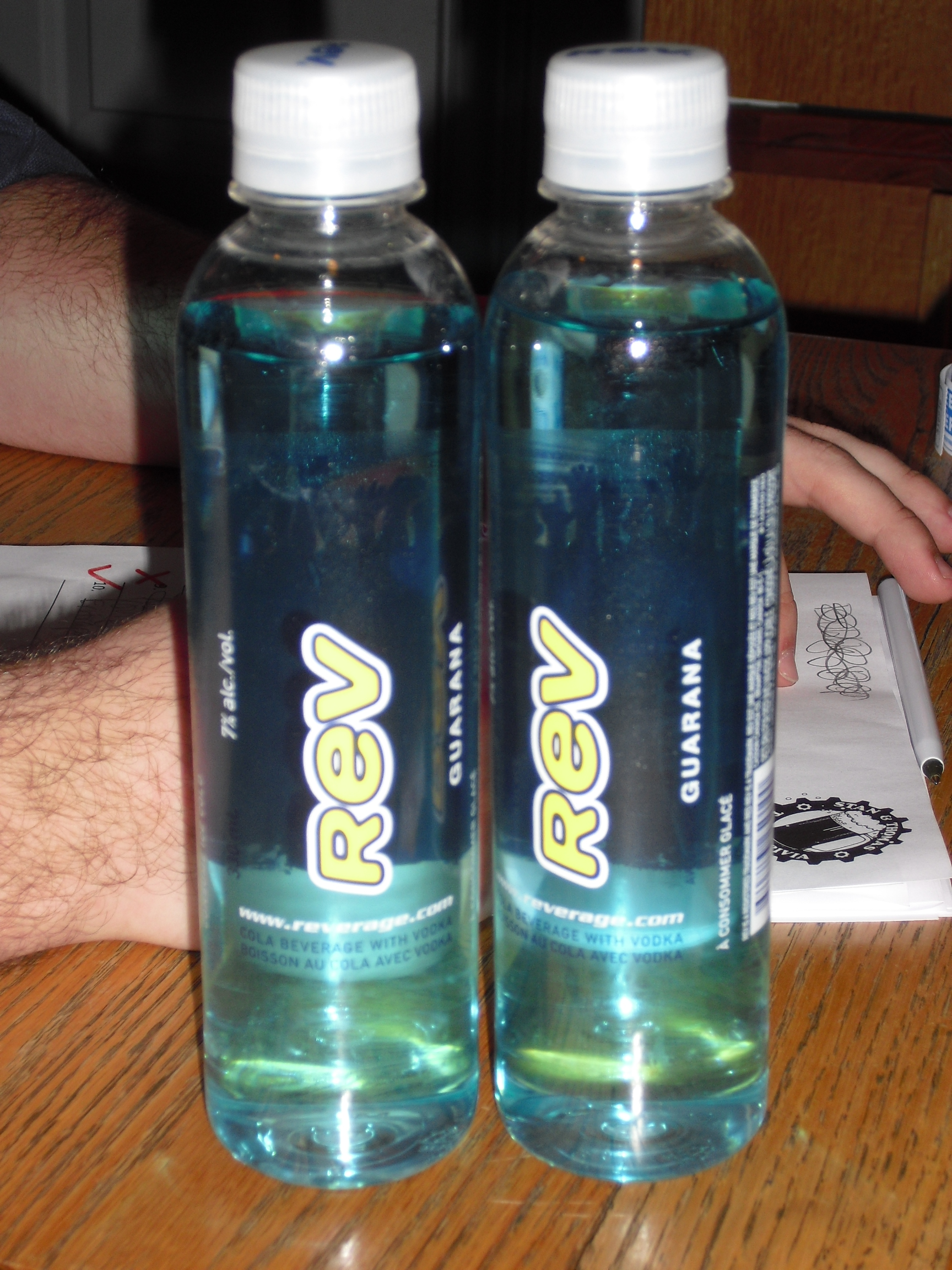
Deux bouteilles de prémix à la vodka et au guarana.

Un prémix (faux anglicisme), ou pre-mix, doit son nom à l'anglais premixed soit « mélangé à l'avance ».
Ce terme regroupe les boissons issues du mélange d'une boisson alcoolisée et d'une boisson non alcoolisée. 
Aux États-Unis et dans d'autres pays, les prémix sont parfois considérés comme des alcopops (alco- pour alcool et -pop pour soda en anglais), même si cette dernière désignation est plus large que celles des prémix. En Allemagne on parle aussi de Biermischgetränk (« boisson mélangée à la bière »).
En France où il est officiellement défini comme suit : « boisson pré-mélangée à base d'un spiritueux (gin, rhum, vodka, vin, whisky, bière notamment), additionné d'un tonic, de soda (cola) ou d'un jus de fruit. Il contient de l'alcool, même s'il a le goût d'un soda. Il est soumis à une contribution dès lors que la boisson obtenue présente un titre alcoométrique acquis situé entre 1,2 % vol. et 12 % vol. », la législation restrictive depuis 1996 les soumet à une taxation spécifique s’appliquant aux boissons dont le titre alcoométrique excède 1,2 % (telles que les mistelles). En deçà, on entre dans la catégorie des panachés.
Certains qualifient les bières-soda de « malternative ». Il faut toutefois les distinguer d'une bière aromatisée.
La définition, la notion même de prémix est différente selon les pays. 

## Exemples
- Mistelle
- Prémix de whisky
- Prémix de vodka
- Prémix de rhum
- panaché
- punch
- Chèvre (boisson)

## Phénomène de mode
Le terme de prémix a vite pris une connotation péjorative ou même négative en France . Phénomène de mode à la fin des années 1990, il fut blâmé dans les médias pour une vague d'accidents de voiture, en sortie de boîtes de nuit, où l'ivresse du conducteur fut imputée à l'abus de prémix, dont le goût sucré masque facilement le goût de l'alcool et peut faciliter l'abus chez certains buveurs.

## Réglementation française
La réglementation française des boissons prémix est surtout une réglementation fiscale. L'article 29 de la loi du 27 décembre 1996 a en effet institué au profit de la Caisse nationale d'assurance maladie une taxe sur les boissons dites « prémix ». L’instauration de cette taxe trouve son fondement dans la volonté du législateur de renforcer la charge fiscale pesant sur des produits destinés à un jeune public et permettant d’accéder, par un mélange préparé et préconditionné, à des alcools de base à fort degré alcoométrique ; il s’agit donc d’une taxe destinée à lutter contre l’alcoolisme des jeunes. 
La taxe « prémix » frappe les boissons titrant entre 1,2 % et 12 % de volume d’alcool et présentant un taux de sucre résiduel supérieur à 35 grammes par litre, souvent résultant d’un mélange préalable de boissons ayant un titre alcoométrique n’excédant pas 1,2 % en volume et de boissons alcooliques. Il s’agit par conséquent : 
- des boissons constituées par un mélange préalable (exemples : jus d’orange et vodka, vin rouge et jus d’orange, bière et limonade, whisky et cola, cidre et liqueur de cassis, bière et rhum) ;
- des bases alcooliques (issues de fermentation, de distillation ou obtenues par d’autres procédés), qui ne sont pas consommables en l’état mais qui le deviennent par l’adjonction de divers ingrédients, tels que des arômes, des édulcorants ou des colorants.

La taxe « prémix » est perçue au tarif de 11 € par décilitre d’alcool pur. Elle est due par les fabricants nationaux, les importateurs et les personnes qui procèdent à l'acquisition intracommunautaire des boissons concernées.